# Prise de la base navale sud
Invasion russe de la Crimée
Batailles
- Euromaïdan
- Révolution de la Dignité
- Manifestations anti-Maïdan

Annexion de la Crimée
- Invasion russe de la Crimée
- Prise du Parlement de Crimée
- Prise de la base navale sud
- Incident de Simféropol (en)
- Occupation russe de la Crimée

Troubles pro-russes
- Odessa
- Troubles pro-russes à Kharkiv (uk)
- Troubles pro-russes à Louhansk (uk)
- Bataille de la rue Rymarska (uk)
- Proclamation de la république de Crimée
- Prise de Donetsk (uk)
- Proclamation de la RP de Donetsk
- Proclamation de la RP d'Odessa (hu)
- Proclamation de la RP de Lougansk
- Affrontements à Odessa du 2 mai (uk)
- Incendie de la Maison des syndicats d'Odessa

Guerre du Donbass
- Sloviansk
- Marioupol
- 1re Donetsk
- Louhansk
- Il-76
- Saour-Mogyla
- Vol Malaysia Airlines 17
- 2e Donetsk
- Loutouhyne
- Ilovaïsk
- 3e Donetsk
- 32e barrage
- Volnovakha
- Debaltseve
- Marïnka
- Avdiïvka

Le siège de la base navale sud dure du 3 mars 2014 jusqu'à sa prise définitive le 27 mars 2014. L'action commence avec le blocus de la baie de Donouzlav par le croiseur lance-missiles russe Moskva. La marine russe saborde ensuite le navire anti-sous-marin russe Otchakov et plusieurs navires plus petits dans l'embouchure de la baie pour empêcher les navires ukrainiens de naviguer vers la haute mer et d'atteindre la flotte ukrainienne à Odessa. En conséquence, 13 navires ukrainiens embouteillés sont finalement capturés dans la baie de Donouzlav. Le blocus prend fin lorsque la marine russe s'empare du dernier navire sous pavillon ukrainien en Crimée, le dragueur de mines Tcherkassy.

## Base militaire
En 1961, un canal de 200 mètres est construit, reliant la baie de Donouzlav à la commune de Novoozerne. Depuis lors, l'économie de la région bénéficia de la base navale du sud. Après la séparation de la flotte de la mer Noire, la base passe sous le contrôle de l'Ukraine. La base navale sud est créée. Des exercices conjoints entre l'OTAN et l'Ukraine, l'opération Sea Breeze, ont lieu à Donouzlav, suscitant la désapprobation de la Russie, ainsi que des forces prorusses de la péninsule,,.
Au début du blocus, les unités militaires et unités navales ukrainiennes suivantes sont amarrées à Novoozerne : 257 armements et moyens combinés (armée de l'air A4290), une station de renseignement naval (unité militaire A/343), la base navale sud de l'Ukraine (air force A2506) et 21 districts du système de surveillance côtière (airborne A4249). En outre, dans la région de Donouzlav, dans le village de Mirny, se trouve une station aérienne navale abandonnée, qui abrite des hydravions Be-12 et des hélicoptères Ka-25 et Ka-27, tous conçus pour la guerre anti-sous-marine,.
En mars 2014, les navires de cinq brigades de navires de surface des forces navales sont basés à Novoozerne,:
- Corvette Vinnytsia (U206) ;
- Démineur Tchernihiv (U310) ;
- Démineur Tcherkassy (U311) ;
- Démineur Henichesk (U360) ;
- Navire de débarquement intermédiaire Kirovohrad (U401) ;
- Grand navire de débarquement Konstantin Olshansky (U402) ;
- Transport Gorlovka (U753) ;
- Navire anti-détournement Theodosius (U240) ;
- Contre-torpilleur Kherson (U891) ;
- Navire Dobropillia (U854).

Dans la structure de huit divisions distinctes des navires se trouvent les navires:
- Navire de sauvetage Evpatoria (U728) ;
- Remorqueur de haute mer Kovel (U831) ;
- Remorqueur Novoozernoe (U942) ;

## Contexte

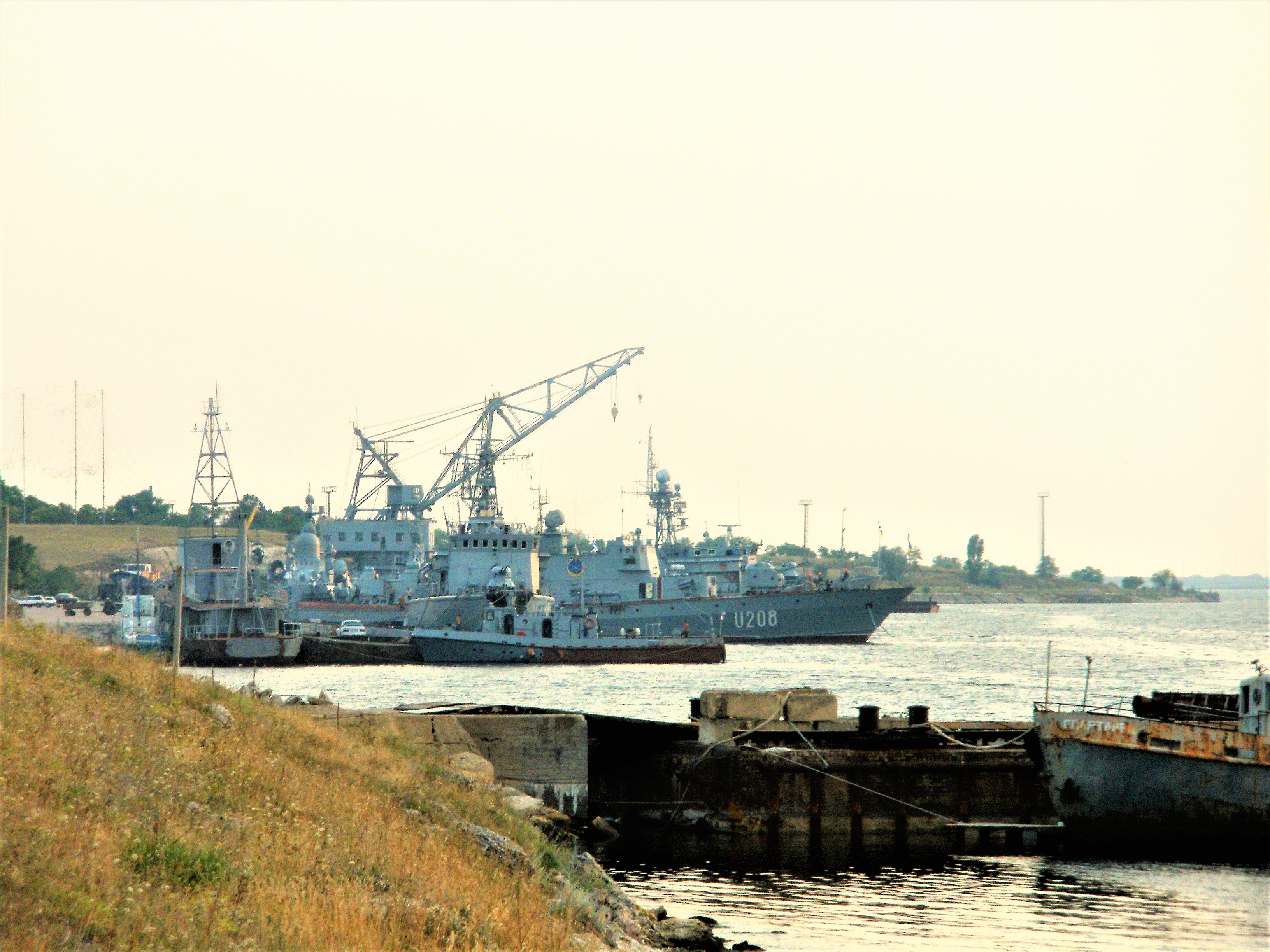
Base navale sud en 2008.

Du 23 au 27 février 2014, le pouvoir exécutif de Sébastopol et de la République autonome de Crimée changent. Les nouvelles autorités de Crimée déclarent l'illégitimité des autorités de l'Ukraine et appellent à l'aide les dirigeants de la Russie, qui leur apportent leur soutien,.
Depuis le 27 février, les actions de nombreux groupes armés se déroulent sur le territoire de la Crimée — certains de ces groupes armés sont des détachements d'autodéfense de résidents locaux, Berkuvtsev, des cosaques et des représentants de diverses organisations publiques russes venus en Crimée sur leur propre initiative pour « protéger leurs compatriotes ». D'autre part — un groupe d'hommes armés et équipés en uniforme sans signe d'identification. Jusqu'à la fin de la crise de Crimée, ces formations assurent le contrôle des objets stratégiques et des autorités locales, leur protection et leur fonctionnement, et bloquent les unités et les quartiers généraux de l'armée ukrainienne. Les médias ukrainiens et occidentaux, les autorités ukrainiennes et les dirigeants des puissances occidentales affirment dès les premiers jours avec certitude qu'il s'agit de forces russes, qualifiant leurs actions d'agression, d'invasion militaire et d'occupation. Jusqu'en avril 2014, les responsables russes refusent de l'admettre publiquement,.
Le 1er mars, après avoir reçu un appel du gouvernement de Crimée et du Président Viktor Ianoukovytch, le président russe Vladimir Poutine lance un appel au Conseil de la fédération concernant l'utilisation des troupes russes sur le territoire de l'Ukraine. Le même jour, le Conseil de la fédération, réuni pour une réunion extraordinaire, accepte d'utiliser les troupes russes en Ukraine.
Toujours le 1er mars 2014, un décret du président ukrainien Oleksandr Tourtchynov nomme Denis Berezovski commandant des forces navales ukrainiennes. Le lendemain, il prête serment aux nouveaux dirigeants de Crimée et est nommé commandant de la marine de Crimée. Le jour même, il est démis de ses fonctions par une décision du ministre ukrainien de la Défense Ihor Tenioukh et un décret du président ukrainien. En remplacement, le commandant Serhiy Hayduk est nommé à ce poste,.

## Événements principaux

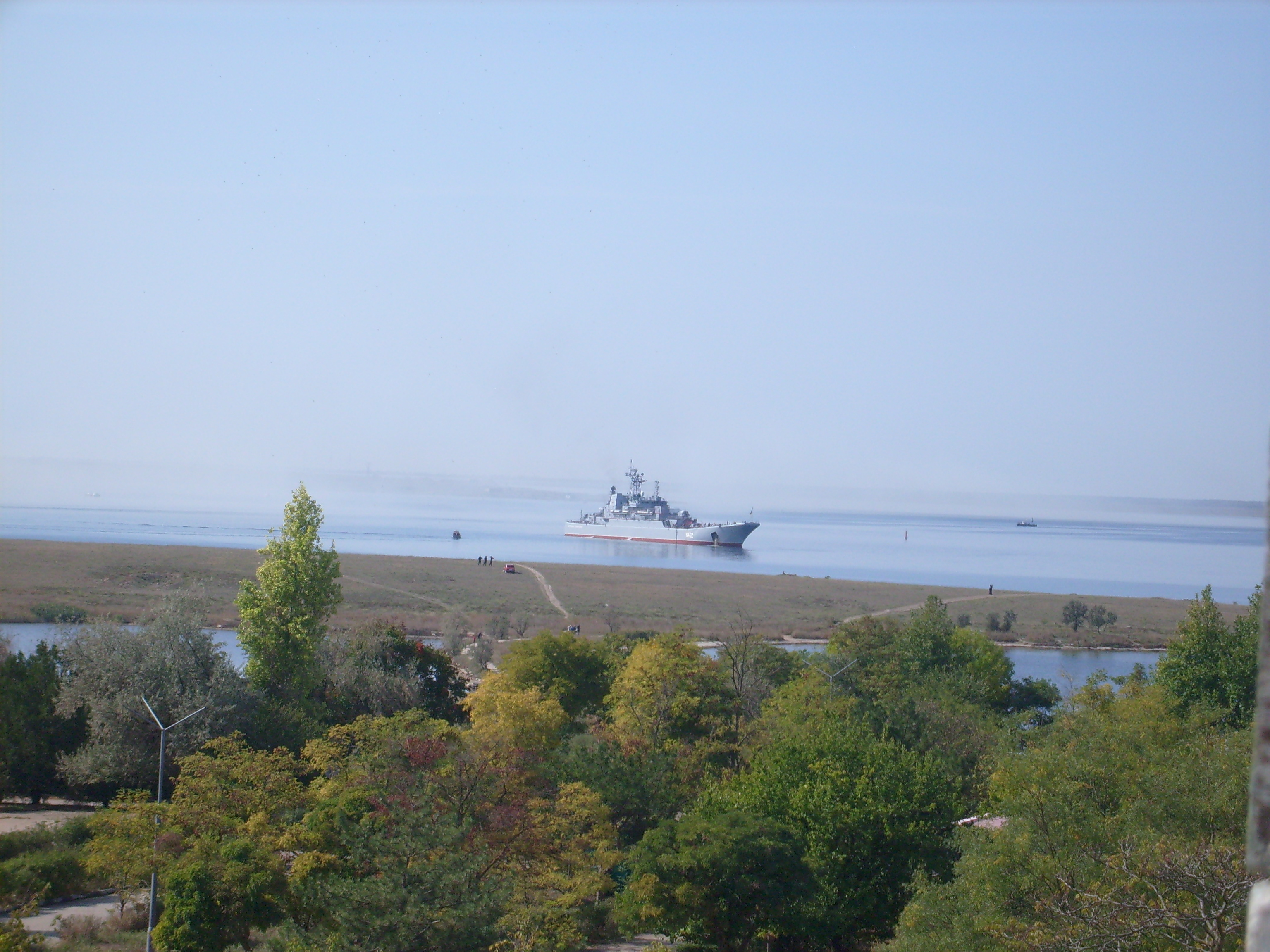
Le navire de débarquement Konstantin Olshansky lors d'exercices à Donouzlav en 2009.

Selon le ministre ukrainien de la Défense Igor Tenioukh, au moment du blocus, seuls quatre navires restent en capacité quasi-combattante, dont le grand navire de débarquement Konstantin Olshansky, qui est basé à Donouzov. Sur la question de savoir pourquoi les navires ukrainiens n'ont pas été retirés de Crimée fin février 2014, Tenioukh accuse le commandant en chef des forces armées ukrainiennes, Yuriy Ilyin, qui, selon lui, n'a pas donné l'ordre. Cependant, Ilyin lui-même accuse Tenioukh de n'avoir pas donné l'ordre d'appareiller les navires de la base.
Le 2 mars 2014, quatre camions KamAZ remplis de personnes armées arrivent à Novoazerne. Le 3 mars, des informations apparaissent sur le blocage de la base navale sud de l'Ukraine par des militaires de la fédération de Russie. La sortie de 200 mètres de long de la baie de Donouzlav est bloquée par le vaisseau amiral de la flotte russe de la mer Noire, le croiseur lance-missiles Moskva, soutenu par quatre autres navires,. Sur terre, la base ukrainienne est encerclée par une centaine de militaires russes. Au même moment, les navires de la marine ukrainienne reçoivent enfin l'ordre d'appareiller de la jetée et de se rassembler dans la baie de Donouzlav.
Le commandant de la flotte de la mer Noire de la fédération de Russie, Aleksandr Vitko (en), participe personnellement aux négociations avec le commandement ukrainien, au cours desquelles il propose de se rendre et de prêter serment au peuple de Crimée, mais cette requête est refusée. Dans le cadre de l'exécution de l'ordre de Denis Berezovski — les navires se retirent à quai et remettent les armes aux entrepôts. Le matin du 4 mars, le Premier ministre de Crimée, Sergueï Axionov, déclare que le personnel des unités militaires ukrainiennes est prêt à se soumettre au nouveau gouvernement de Crimée et que les commandants refusant d'obtempérer seront poursuivis.

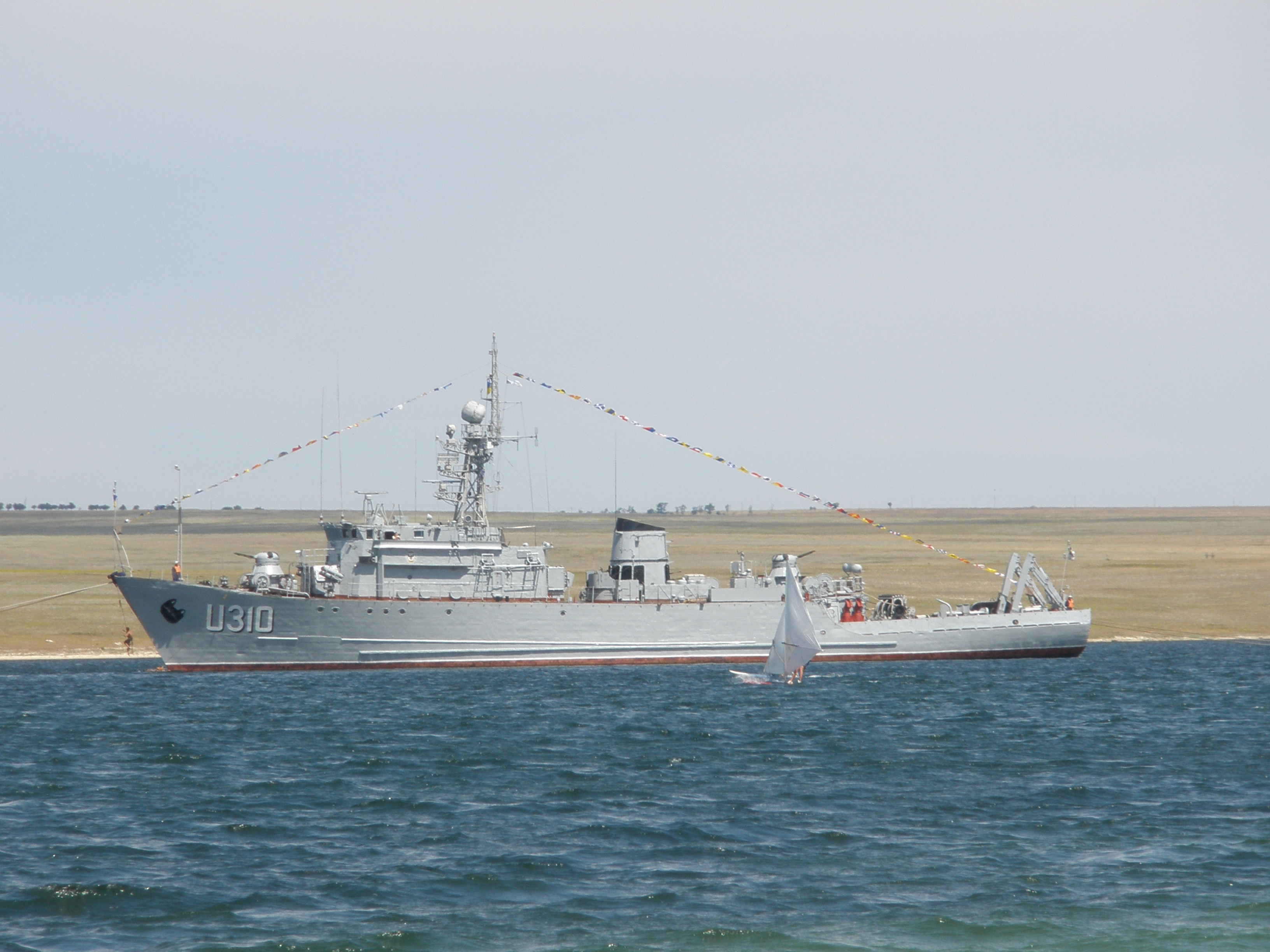
Le dragueur de mines Tchernihiv à Donouzlav en 2008.

Le 4 mars, des personnes armées sans marque d'identification commencent à creuser des tranchées près du poste d'amarrage. Le 5 mars, les navires SFP-183, Moskow, Shtel et Lightning sont bloqués. Afin d'empêcher la libération de navires ukrainiens à Odessa dans la nuit du 5 au 6 mars 2014, le croiseur léger Otchakov (longueur d'environ 180 mètres) et le navire de sauvetage Shakhty, tous deux appartenant à la fédération de Russie, sont sabordés à la sortie de Donouzlav. L'Otchakov obstrue l'embouchure de la baie, après un naufrage d'environ 80 minutes.
Dans le cadre du blocus des navires ukrainiens à Donouzlav, le ministère des Affaires étrangères de l'Ukraine proteste vivement auprès de la fédération de Russie. Le 7 mars, le bateau de lutte contre les incendies BM-416, d'un déplacement de 30 à 40 tonnes, est également coulé pour servir d'obstacle.
Le 13 mars, en réponse au naufrage intentionnel d'un quatrième bâtiment à l'embouchure de la baie, le ministère ukrainien des Affaires étrangères remet une note verbale à la Russie concernant les navires sabordés et la menace pour la sécurité environnementale en mer Noir,,. Le directeur du Département de la politique de l'information du ministère ukrainien des Affaires étrangères, Yevhen Perebyinis (en), déclare que la responsabilité des dommages causés à l'environnement marin et aux ressources naturelles incombe à la partie russe.

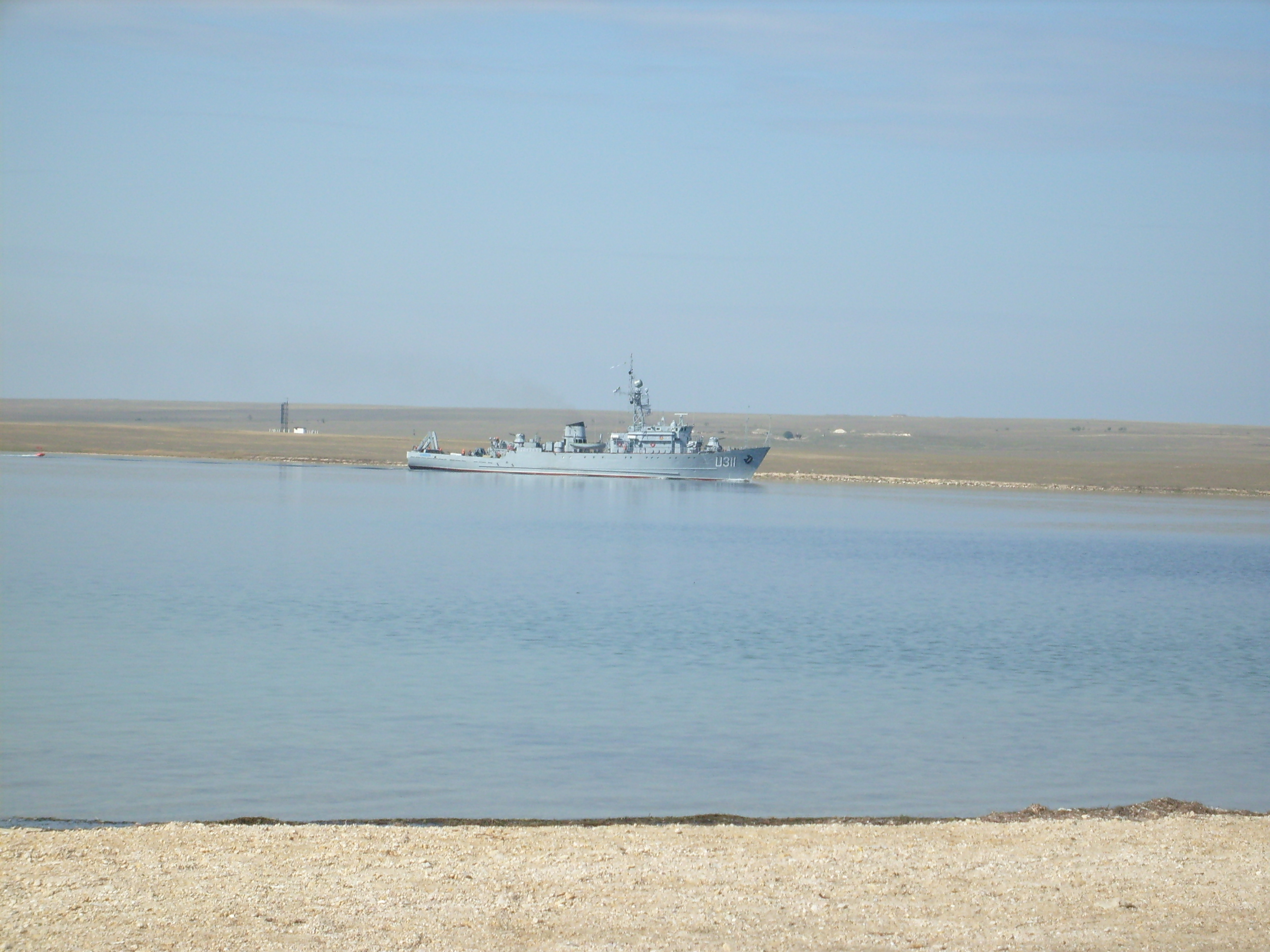
Le dragueur de mines Tcherkassy lors d'exercices dans le lac Donouzlav en 2009.

De plus, le 13 mars, des agriculteurs de la région de Rivne livrent environ 25 tonnes de nourriture aux marins ukrainiens. Le commandant de la base, Vladimir Dogonov, déclare recevoir beaucoup d'assistance à la base navale, au point qu'il peut la partager avec les unités militaires voisines. Avec l'aide de la Croix-Rouge, les habitants de Kropyvnytskyï et de Novomyrhorod participent aux dons. Youri Fedash, commandant du dragueur de mines Tcherkassy, déclare que les Tatars de Crimée des villages voisins de Medvedev et Kirovske ont également apporté leur aide.
À la suite d'un référendum sur le statut de la Crimée le 16 mars, les marins demandent un plan clair aux dirigeants ukrainiens pour de nouvelles mesures d'évacuation des militaires et de leurs familles de Donouzlav,. Cependant, le président par intérim de l'Ukraine, Oleksandr Tourtchynov, déclare que le ministère de la Défense et l'état-major ont donné des ordres pour protéger les bâtiments. Tourtchynov souligne également la nécessité de résister et d'empêcher une nouvelle invasion russe de l'Ukraine.
Volodymyr Komoedov, député de la Douma d'État de Russie et ancien commandant de la flotte de la mer Noire, annonce que les navires ukrainiens mouillant en Crimée deviendront russes après le référendum.
Le 19 mars 2014, le quartier général de la base navale du sud passe sous le contrôle de la fédération de Russie,. Les portes du quartier général près du poste de contrôle sont démolies au bulldozer. Des véhicules militaires russes bloquent la route menant à la caserne. Après cela, les navires Vinnitsa, Konstantine Olshansky, Kirovograd, Tcherkassy et Tchernigov naviguent au milieu du lac pour empêcher leur capture. Le 20 mars, Vitaliy Zvyagintsev, commandant des cinq brigades des bâtiments de surface des forces navales ukrainiennes, ordonne à tous les navires d'accoster,.
Le 21 mars, trois points de mitrailleuses sont déployés sur le rivage et le poste d'amarrage sont occupés par des militaires russes. Le même jour, les navires Kirovograd, Theodosius et Tchernigov amarrent et se rendent. Le commandant du Kirovgrad, capitaine du 3e rang Volodymyr Khromchenkov, appelle la transmission Shuster Live en direct dans la soirée et déclare que les navires attendent un ordre adéquat pour leur sort ultérieur, ajoutant que la direction ne sont pas lié à lui. Le lendemain, le commandant contacte le chef de l'administration présidentielle Serhiy Pashynskyi (en).
Plus tard, le commandant du Kirovograd, Volodymyr Khromchenkov, le commandant du Theodose, O. Bily et le commandant du Tchernigov, Boris Paliy font défection du côté russe.
Le 21 mars, le dragueur de mines Tcherkassy tente pour la première fois de percer le blocus du lac Donouzlav. Il est touché par des câbles d'amarrage de l'un des navires sabordés et tente de le retirer afin de dégager le passage. L'opération dure environ deux heures, mais l'un des opérateurs échoue faute de puissance moteur suffisante. Le commandant du navire Youri Fedash demande alors de l'aide au dragueur de mines Tchernigov, mais essuie un refus. Ce jour-là, deux officiers, un aspirant et neuf personnes quittent le Tcherkassy. À l'inverse, trois marins du dragueur de mines du Tchernigov montent à bord.
Le 22 mars, la corvette Vinnitsa, hisse le drapeau d'Andreevsky de la marine russe et le commandant Sergeï Zagolnikov se rend aux Russes,. Le même jour, Sergeï Gaidouk déclare que les vivres des navires au large s'épuiseront au bout de 10 jours. Le 23 mars, le dragueur de mines Henitchesk tente de quitter Donouzlav, mais il est intercepté par un remorqueur de la flotte russe de la mer Noire,. Le même jour, Youri Fedash, commandant du Tcherkassy, déclare à un journaliste qu'il est en contact avec le quartier général de la marine ukrainienne.
Dans la nuit du 24 mars, un autre petit navire est sabordé par la marine russe dans la baie. Plus tard, le Konstantine Olshansky met en place des écrans de fumée, mais sera quand même capturé par le navire russe U8301 à l'aide d'armes automatiques et de petites grenades. Le dragueur de mines Henitchesk est capturé à la même date,,,. Le capitaine Dmitry Kovalenko, commandant du Konstantine Olshansky, déclare que la question du sabordage de son navire n'a jamais été sur la table. Au moment de la capture du navire, l'équipage ne compte que 20 marins sur un effectif habituel de 120. L'U8301 lança environ 400 grenades autour du Konstantine Olshansky avant que le navire amphibie ne soit agressé par une équipe d'arraisonnement. Le ministère ukrainien des Affaires étrangères qualifie la saisie des bâtiments par la Russie de « piraterie ».

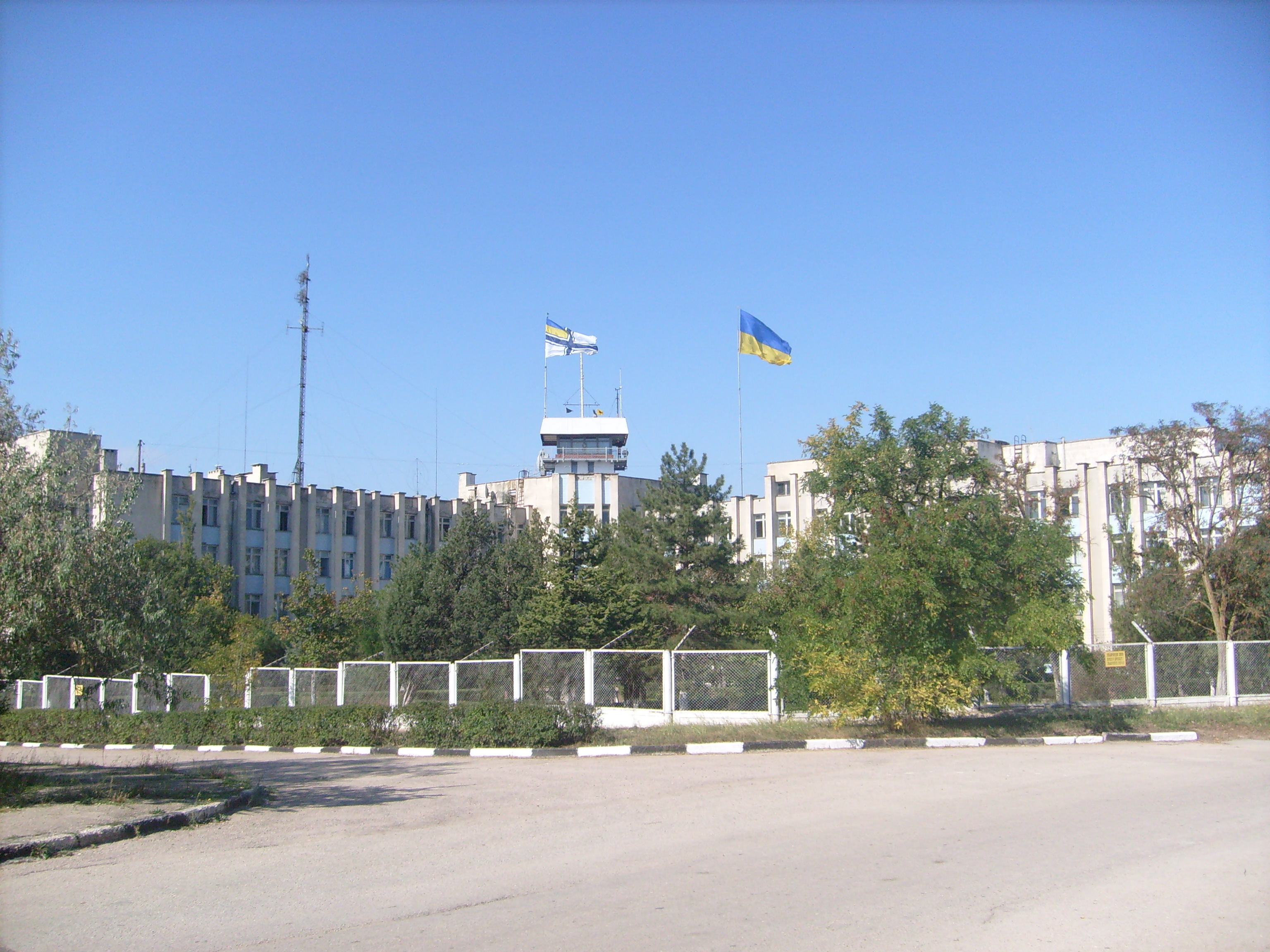
Quartier général de la base navale sud.

Le chalutier Tcherkassy tente de quitter Donouzlav, en passant entre les épaves de deux navires, distantes de douze mètres. En conséquence, le chalutier est intercepté par un remorqueur, à partir duquel des tentatives d'embarquement ont lieu sur le dragueur de mines. Selon Youri Fedash, il envisagea la possibilité de capturer le navire russe, mais les dirigeants de Kiev refusèrent. Il ajoute que pour empêcher la prise du Tcherkassy, les marins ont fait feu en surface avec des armes légères et utilisé des grenades afin de les éloigner. Toujours le 24 mars, le président ukrainien Oleksandr Tourtchynov déclare que le ministère de la Défense a reçu l'ordre de retirer les unités militaires de Crimée.
Le 25 mars, un bateau inconnu contourne le dragueur de mines Tcherkassy, le dernier navire ukrainien stationné en Crimée. Le bâtiment est finalement capturé par le remorqueur océanique Kovel, trois vedettes rapides et deux hélicoptères Mi-35. Le navire manœuvre pendant au moins deux heures, mais est finalement pris d'assaut à l'aide d'armes à feu et de grenades lumineuses et sonores,. Selon Fedash, les forces Spetsnaz de la 16e brigade ont participé à la prise du Tcherkassy.
Pendant l'assaut, aucune victime n'est à déplorer, mais les mécanismes de contrôle du navire sont endommagés par les forces russes. En conséquence, le remorqueur Kovel remorque le Cherkasy jusqu'à un poste d'amarrage dans le port,. Le lendemain, l'équipage se rend sur le continent ukrainien. Le dernier à quitter le navire est le commandant Youri Fedash, puis le drapeau ukrainien est retiré du dragueur de mines.

## Retour des navires capturés
À la suite de la capture de navires ukrainiens, Oleksandr Tourtchynov ordonne au ministre ukrainien de la Défense Mykhaïlo Koval qu'« aucun navire de guerre ne doit rester en captivité ». Le 19 avril 2014, les navires Kirovograd, Vinnytsia, Kherson, Kovel, Gorlovka et Novoozernye sont renvoyés en Ukraine et transférés à Odessa,. Le transfert a lieu dans des eaux neutres, vers lesquelles les navires sont remorqués par la partie russe, puis les drapeaux ukrainiens sont de nouveau hissés sur les navires. En mai, le dragueur de mines Genichesk et le bateau à passagers Dobropillya sont transférés en Ukraine,.
En juin 2015, les navires Tchernihiv, Tcherkassy et Konstantine Olshansky n'ont toujours pas été renvoyés en Ukraine.

## Mémoriaux

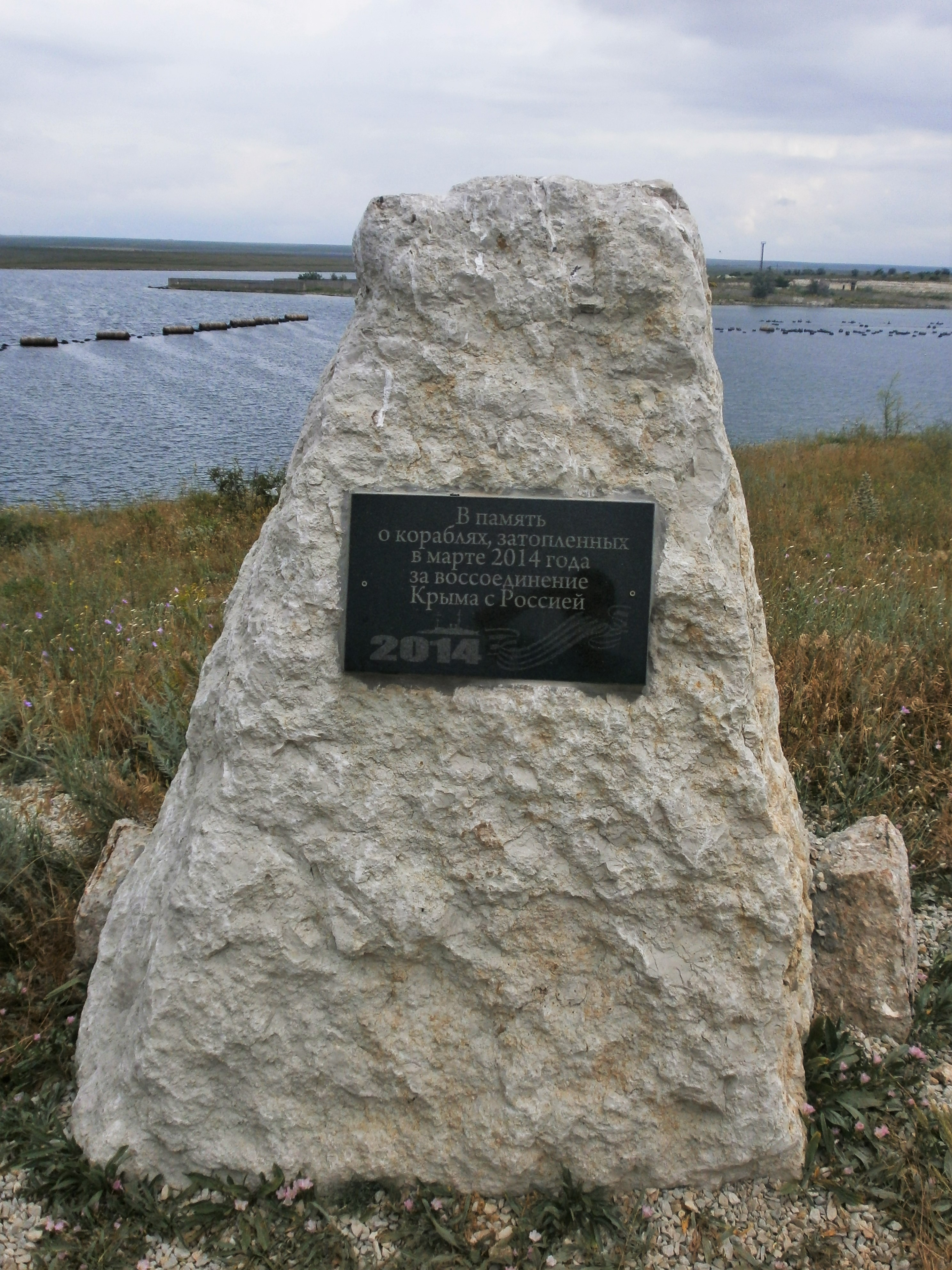
Un panneau commémoratif en l'honneur des navires sabordés à Novoozerne.

### Côté russe
Le 8 août 2014, à Novoozerne, le chef du Conseil d'État de Crimée, Vladimir Konstantinov (en), dédie une plaque commémorative aux bâtiments sabordés ayant bloqué la sortie des navires de guerre des forces navales ukrainiennes. Sur la plaque commémorative, il est écrit : En mémoire des navires coulés intentionnellement en mars 2014 pour la réunification de la Crimée avec la Russie,.

### Côté ukrainien
Le 27 mars 2014, le commandant du dragueur de mines Tcherkassy, Youry Fedash, reçoit le titre de citoyen d'honneur de la ville de Tcherkassy et le 24 août, l'Ordre de Daniel de Galicie est présenté,. Le 4 avril, des félicitations sont reçues par l'équipage du dragueur de mines Tcherkassy au centre de la ville du même nom, où ils sont accueillis en héros.
En avril 2014, les membres du groupe de rock Liapis Troubetskoï ont invité les membres d'équipage du Konstantine Olshansky à leur concert à Odessa, qualifiant les marins ukrainiens de Donouzlav de « héros ». Ils diffusent notamment la chanson Warriors of the World interprétée par des marins avec un clip vidéo tourné sur un navire. Le 6 avril 2014, avant le match entre le Dynamo Kiev et le Metalist Kharkiv dans le cadre du Championnat d'Ukraine, les marins du navire Kirovograd sont invités au stade olympique de Kiev, où ils sont reçus en héros.
Le 24 août 2014, lors d'un défilé militaire à l'occasion de la fête de l'indépendance de l'Ukraine, le président de l'Ukraine, Petro Porochenko, déclare : « L'Ukraine n'oubliera jamais les actions de l'équipage du dragueur de mines Tcherkassy, qui a décemment manœuvré et défendu leur navire dans la baie de Donouzlav »,.
En 2020 est sorti un film intitulé Tcherkassy relatant l'histoire de ce navire dans ce combat.